# University of Massachusetts
University of Massachusetts är det delstatliga universitetet i Massachusetts i USA. Det har rötter tillbaka till 1863. Det främsta universitetscampuset finns i Amherst, men det finns även universitetsenheter i Boston, Lowell och Dartmouth. Dessutom finns ett medicinskt universitetscampus i Worcester.
Lärosätet rankades på plats 191 i världen i Times Higher Educations ranking av världens främsta lärosäten 2018.